# Alberobello
Alberobello este un oraș în provincia Bari, în regiunea Apulia, Italia.

## Generalități
Casele originale numite „Trulli” (singular „Trullo”) din Alberobello au fost înscrise în anul 1996 pe lista patrimoniului cultural mondial UNESCO.
Desenele de pe acoperisuri au o semnificatie mistica, fiecare insemnand un anumit lucru.
In plus pe fiecare acoperis e un anume stil de forma sculptata in piatra, apartinand unei familii, de aceea se pot vedea mai multe case cu aceeasi sculptura pe acoperis.

## Demografie
Alberobello - evoluția demografică

|  | Graficele sunt indisponibile din cauza unor probleme tehnice. Mai multe informații se găsesc la Phabricator și la wiki-ul MediaWiki. |

Date: Recensăminte sau birourile de statistică - grafică realizată de Wikipedia

## Galerie de imagini

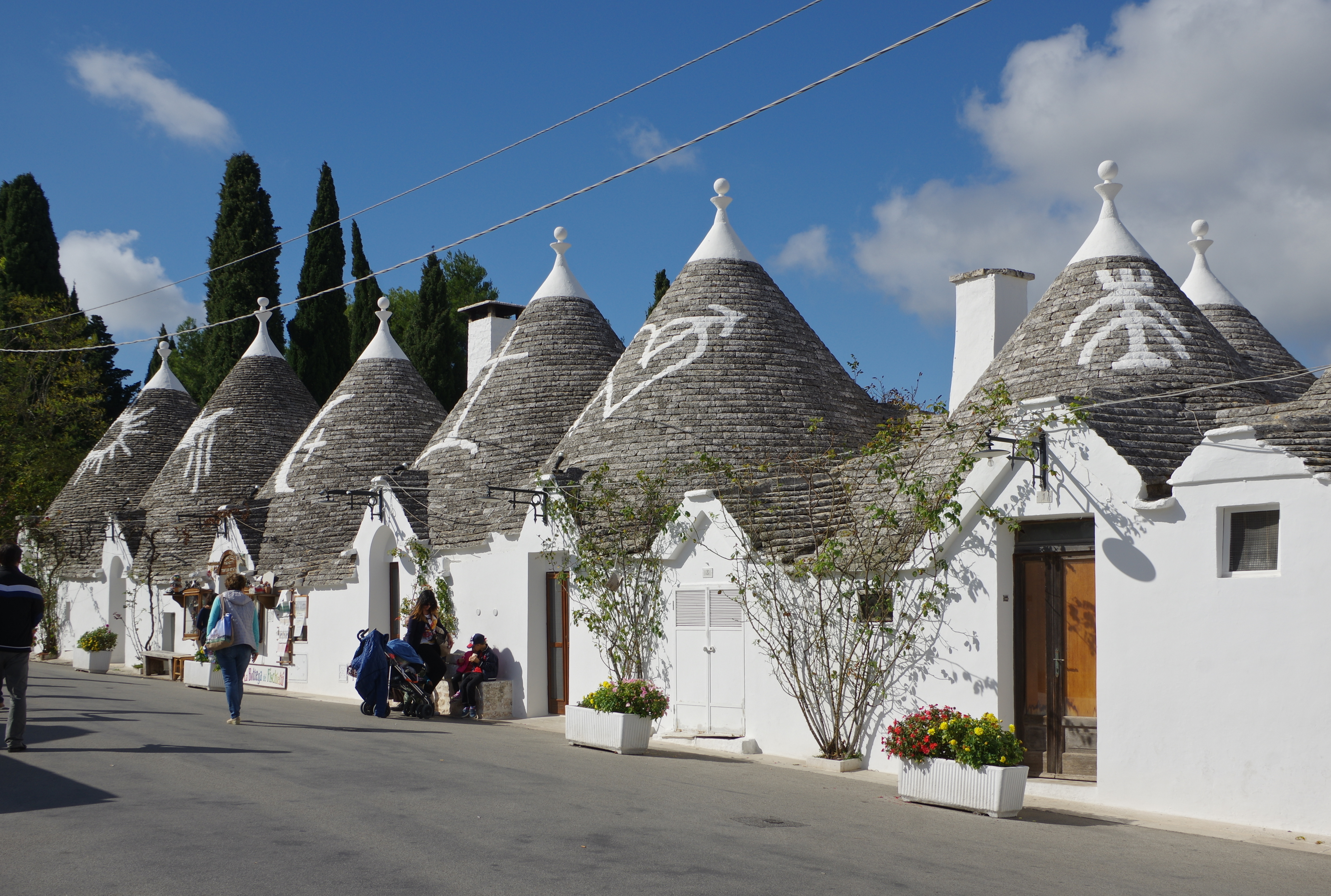
Clădiri “Trulli” din Alberobello
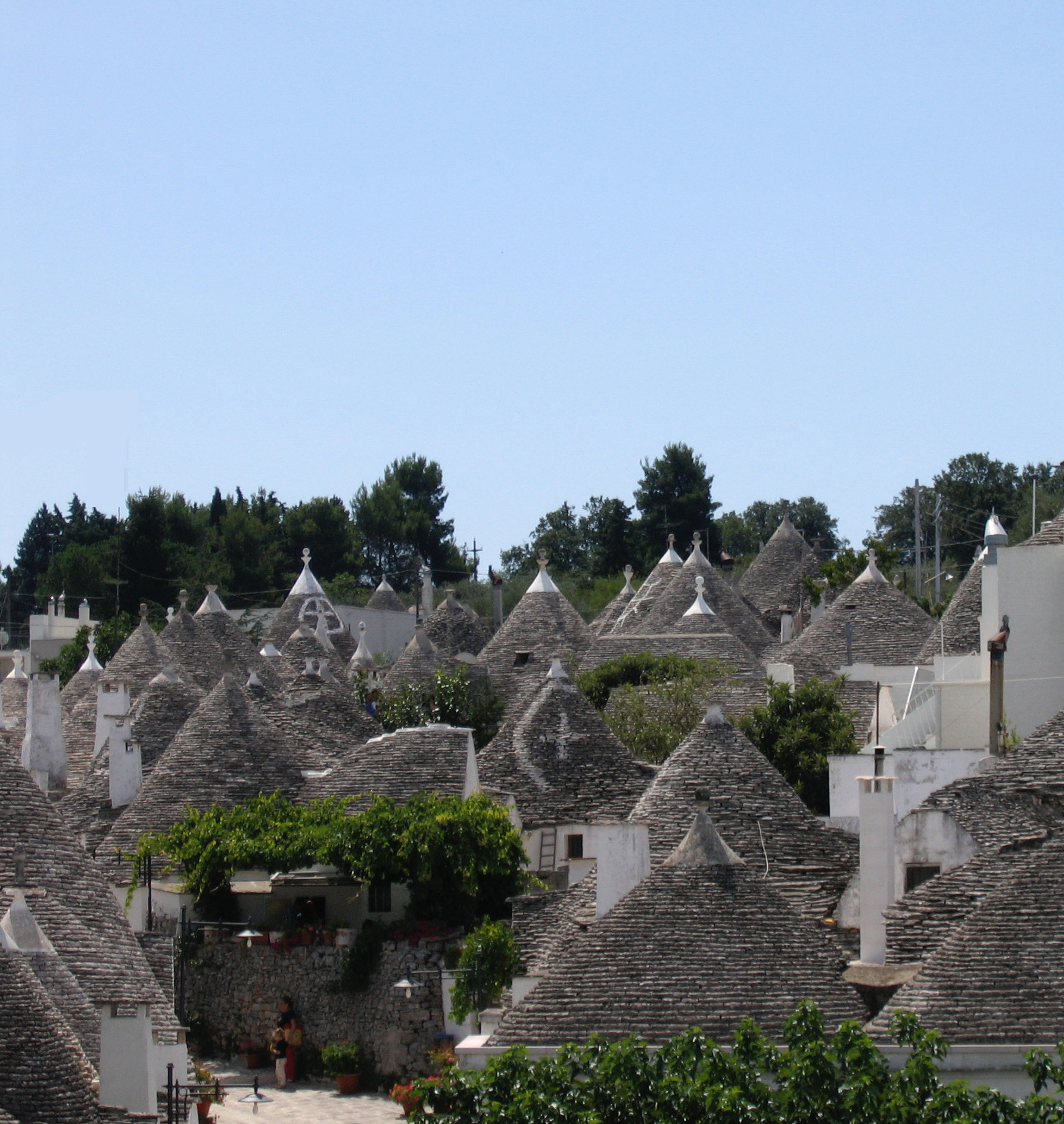
Clădiri “Trulli” din Alberobello
Poziția geografică a localităţii în Provincia Bari

1. ↑  Superficie di Comuni Province e Regioni italiane al 9 ottobre 2011 (în italiană), Istituto Nazionale di Statistica, accesat în 16 martie 2019